# Epilobium persicinum
Epilobium persicinum là một loài thực vật có hoa trong họ Anh thảo chiều. Loài này được Rchb. mô tả khoa học đầu tiên năm 1832.